# Vương Diễm
Vương Diễm (tiếng Trung giản thể: 王艳; tiếng Trung phồn thể: 王艷 ) là một diễn viên truyền hình Trung Quốc, cô từng nổi tiếng với vai diễn công chúa Tình Nhi trong phim truyền hình Hoàn Châu Cách Cách, phiên bản do Quỳnh Dao sản xuất.

## Tiểu sử
Vương Diễm sinh ngày 11 tháng 2 năm 1974, tại Thanh Đảo, tỉnh Sơn Đông, Trung Quốc, từ nhỏ cô đã theo học vũ đạo và sau đó đã thi đỗ trường Học viện vũ đạo Bắc Kinh. Nhưng lại lựa chọn diễn xuất là con đường phát triển sự nghiệp. Cuối năm 1996, Vương Diễm đăng ký kết hôn với triệu phú Vương Chí Tài, người từng li hôn và đã có con riêng. Năm 1997 khủng hoảng kinh tế ảnh hưởng đến ông Vương, cùng những tin đồn không hay về Vương Diêm nên họ hoãn làm đám cưới, cho đến tận năm 2000.
Năm 2006, Vương Diễm sinh được một con trai tên Cầu Cầu, cô bắt đầu rút khỏi làng giải trí để chăm sóc gia đình. Sau khi sinh cô trở lại với truyền hình trong một số bộ phim và làm khách mời trong các chương trình thực tế.

## Sự nghiệp
Năm 6 tuổi cô được phát hiện năng khiếu và được cho đi học múa, năm 10 tuổi Học viện vũ đạo Bắc Kinh về Thanh Đảo chiêu sinh và cô được tuyển. Năm 1988, cô dành hạng 2 trong cuộc thi "Đào Lý bôi" (桃李杯 / Cúp Đào  Lý), và nhận được lời mời du học Hoa Kỳ, nhưng cô từ chối. Sau khi tốt nghiệp Học viện, cô làm việc tại Đoàn nghệ thuật đường sắt Trung Quốc, và tham gia một vai quần chúng trong bộ phim dài tập "Mai Hoa Lạc" năm 1992, chuyển thể từ tiểu thuyết của Quỳnh Dao. Sau khi đóng một phim dài tập và một phim điện ảnh độc lập, thì đến năm 1999 cô lọt vào mắt xanh của nữ văn sĩ Quỳnh Dao. Cô được giao cho vai diễn vai công chúa Tình Nhi trong phần 2 của Hoàn Châu Cách Cách, và tiếp tục trở lại với vai diễn này trong phần 3. Nhờ vai để đời này mà cô được xét tặng Huân chương Nghệ thuật và văn học Pháp nhưng cô đã từ chối. Sau đó cô liên tục tham gia các phim cổ trang cho đến khi sinh con năm 2006.
Trong một thời gian dài cô tập trung chăm lo cho gia đình và chỉ xuất hiện trong hai bộ phim dài tập là  "Lưu Tinh Hồ Điệp Kiếm" (2010) và "Hoa Tạ Hoa Phi Hoa Mãn Thiên" (2017). Cô cũng tham gia thêm một số bộ phim sau này nhưng chưa có vai diễn nào vượt qua được thành công của "Tịnh Nhi cách cách".

## Tác phẩm

### Phim truyền hình
| Năm             | Tựa tiếng Việt                                     | Tựa tiếng Trung Quốc                      | Vai diễn                                         | Diễn viên chính                                                                | Ghi chú                                                                                |
| --------------- | -------------------------------------------------- | ----------------------------------------- | ------------------------------------------------ | ------------------------------------------------------------------------------ | -------------------------------------------------------------------------------------- |
| 1992            | Trâm hoa Mai                                       | 梅花烙 (Mai Hoa Lạc)                      | một vũ nữ                                        | Mã Cảnh Đào, Trần Đức Dung                                                     | Dựa theo tiểu thuyết Tam Độ Mai của Quỳnh Dao                                          |
| 1992            | Địa cửu thiên trường                               | 地久天長                                  | Giang San                                        | Phan Hồng, Trương Quốc Trụ, Kim Sĩ Kiệt, Khưu Tâm Trí                          |                                                                                        |
| 1994            | Khói phủ trấn Bạch Xa                              | 烟锁重楼 (Yên Tỏa Trùng Lâu)              |                                                  | Chung Trấn Đào, Lưu Tuyết Hoa                                                  | Dựa theo tiểu thuyết Hai Cái Vĩnh Hằng của Quỳnh Dao                                   |
| 1995            |                                                    | 藍星星，黑星星                            |                                                  |                                                                                |                                                                                        |
| 1995            | Đời này kiếp này                                   | 今生今世                                  | Tiểu Lan (hầu gái nhà họ Tần)                    | Mã Cảnh Đào, Châu Hải My, Trần Hồng, Tôn Hưng                                  |                                                                                        |
| 1999            | Hoàn Châu Cách Cách phần 2                         | 还珠格格 第二部                           | Tình nhi cách cách                               | Triệu Vy, Lâm Tâm Như, Tô Hữu Bằng, Phạm Băng Băng, Châu Kiệt                  | Dựa theo tiểu thuyết cùng tên của Quỳnh Dao                                            |
| 1999            | Tân một cành mai                                   | 青河绝恋 (Thanh Hà Tuyệt Luyến)           | Vạn Thu Linh                                     | Triệu Văn Trác, Thủy Linh, Vu Lợi                                              | Tựa đề khác "Tân nhất tiễn Mai"                                                        |
| 2000            | Chế tạo minh tinh                                  | 明星制造                                  | Thẩm Hiểu Yến                                    | Vương Á Mai, Trịnh Hạo, Quách Đào, Khương Hồng Ba                              | Trịnh Hạo đạo diễn                                                                     |
| 2001            | Tân dòng sông ly biệt                              | 情深深雨濛濛                              | Bình Bình                                        | Cổ Cự Cơ, Triệu Vy, Lâm Tâm Như, Tô Hữu Bằng                                   | Dựa theo tiểu thuyết Dòng sông ly biệt của Quỳnh Dao                                   |
| 2001            | Võ Lâm ngoại sử                                    | 武林外史                                  | Bạch Phi Phi                                     | Huỳnh Hải Băng, Trương Diễm Diễm                                               | chuyển thể từ tiểu thuyết cùng tên của Cổ Long                                         |
| 2001            | Thiếu niên Trương Tam Phong                        | 少年張三豐                                | Triệu Ngọc Nhi                                   | Trương Vệ Kiện, Lý Băng Băng, Nghiêm Khoan, Tô Hữu Bằng, Lâm Tâm Như           |                                                                                        |
| 2002            |                                                    | 愛在生死邊緣 (Yêu tại sinh tử biên duyên) | Diệp Tiểu Nam                                    | Nhậm Trình Vỹ                                                                  |                                                                                        |
| 2002            | Vô Địch Huyện Lệnh                                 | 无敌县令                                  | Triệu Ngưng Hương                                | Huỳnh Hiểu Minh, Tô Hữu Bằng                                                   |                                                                                        |
| 2003            | Hoàn Châu Cách Cách phần 3: Thiên Thượng Nhân Gian | 还珠格格第三部：天上人间                  | Tình nhi cách cách                               | Cổ Cự Cơ, Huỳnh Dịch, Châu Kiệt, Mã Y Lợi, Huỳnh Hiểu Minh, Tần Lam            | Dựa theo tiểu thuyết của Quỳnh Dao                                                     |
| 2003            | Thanh Thiên Nha Môn                                | 青天衙門                                  | Tử Dực                                           | Bảo Kiếm Phong, Hạ Vũ, Nhiếp Viễn, Tần Lam, Thẩm Ngạo Quân                     |                                                                                        |
| 2003            | Tứ đại danh bổ                                     | 四大名捕                                  | Thủy Phù Dung                                    | Chung Hán Lương, Cha In Pyo, Tưởng Cần Cần, Lý Tương, Tưởng Nghi, Từ Cẩm Giang | Phỏng theo tiểu thuyết võ hiệp cùng tên của Ôn Thụy An                                 |
| 2003            | Bảy võ sĩ                                          | 七武士                                    | Hoa Giả Ngữ                                      | Tôn Diệu Uy, Mã Y Lợi, Hà Trại Phi                                             |                                                                                        |
| 2004            | Liêu Trai Tình Hoa Cô Tử                           | 聊斋-花姑子                               | Chung Tố Thu                                     | Trương Đình, Khưu Tâm Chí, Thẩm Hiểu Hải                                       | Dựa theo Hoa Cô Tử trong Liêu Trai của Bồ Tùng Linh                                    |
| 2004            | Dương môn hổ tướng                                 | 楊門虎將                                  | Mao Tiểu Hùng                                    | Tô Hữu Bằng, Địch Long, Angie Triệu Nhã Chi, Lâm Giang Quốc                    |                                                                                        |
| 2004            | Thiếu Niên Bảo Thân Vương                          | 少年寶親王                                | Quả Quân                                         | Huỳnh Thiếu Kỳ, Trương Quốc Lập, Điềm Nữu, Vương Cương                         |                                                                                        |
| 2005            | Một Đời Làm Nô                                     | 一生為奴                                  | Giai Giai (Phúc Tấn của Bảo thân vương Dịch Hân) | Trần Bảo Quốc, Vương Cương, Viên Lập                                           | Tựa đề khác: "Bảo Thân Vương"                                                          |
| 2005            | Chòm sao chữ thập đỏ                               | 红十字星座                                |                                                  |                                                                                |                                                                                        |
| 2005            | Thiết tướng quân                                   | 铁将军阿贵                                | Du Như Ý                                         | Tôn Hưng, Tào Dĩnh, Trương Thiết Lâm                                           |                                                                                        |
| 2005            | Hắc bạch chi môn                                   | 黑白之门                                  |                                                  | Huỳnh Hải Băng, Liêu Kinh Sinh, Phó Miểu                                       | Tựa đề khác: Kiếp này tình hết rồi                                                     |
| 2007            | Sở Vị Hôn Nhân                                     | 所谓婚姻                                  |                                                  | Đồng Đại Vỹ, Đổng Tuyền, Lữ Hạ                                                 |                                                                                        |
| 2008            | Nam thành di hận                                   | 云开日见/南城遗恨                         | Giang Phi Nhi / Mộ Dung Phi                      | Lý Tông Hàn, Cao Dương, Chu Tử Nham, Khấu Chấn Hải                             |                                                                                        |
| 2009            | Kim hôn phong vũ tình                              | 金婚风雨情                                | Đào Hoa                                          | Hồ Quân                                                                        | tựa đề khác: Nghĩa vợ tình chồng (VTV)                                                 |
| 2010            | Lưu Tinh Hồ Điệp kiếm                              | 新流星蝴蝶剑                              | Cao Lão Đại                                      | Lưu Đức Khải, Trần Ý Hàm, Trần Sở Hà, Hoàng Duy Đức                            | Chuyển thể từ tiểu thuyết cùng tên của Cổ Long                                         |
| 2011            | Bà Chủ Xinh Đẹp                                    | 漂亮主妇                                  | Điền Uyển                                        | Lương Ái Kỳ, Tiểu Lý Lâm, Lưu Mẫn                                              |                                                                                        |
| 2012            | Thiên sư Chung Quỳ                                 | 鍾馗傳說                                  | Tần Hương Tuyết / Kim Tương Tuyết                | Âu Dương Chấn Hoa                                                              |                                                                                        |
| 2013            | Thượng Hải những ngày cũ                           | 像火花像蝴蝶                              | Tôn Ngọc Trận                                    | Hồ Quân, Giang Nhất Yến, Hoắc Chánh Nhạc                                       |                                                                                        |
| 2015            | Vĩnh viễn là người một nhà                         | 永远一家人                                | Đỗ Tú Lệ                                         | Bảo Kiếm Phong, Thạch Thiên Kỳ, Vương Hải Yến                                  |                                                                                        |
| 2017            | Hoa Tạ Hoa Phi Hoa Mãn Thiên                       | 花谢花飞花满天                            | Linh cô                                          | Hà Nhuận Đông, Trương Hinh Dư, Chu Nhất Long                                   |                                                                                        |
| 2019            | Trùng Nhĩ truyền kỳ                                | 重耳傳奇                                  | Hồ quí cơ (Phi tần của Tấn Hiến Công)            | Vương Long Hoa, Trương Hàm Vận, Hàn Thể Anh,                                   | Dựa trên sự kiện có thật Trì hoãn từ 2016                                              |
| 2019            | Xin hãy ban cho tôi một đôi cánh                   | 请赐我一双翅膀                            | Phượng tỷ                                        | Cúc Tịnh Y, Viêm Á Luân, Hàn Đống, Trương Dư Hi                                |                                                                                        |
| 2021            | Đương Gia Chủ Mẫu                                  | 當家主母                                  | (cameo)                                          | Tưởng Cần Cần, Trương Tuệ Văn                                                  | Webdrama                                                                               |
| 2022            | Thượng thực                                        | 尚食                                      | Mạnh Tử Vân                                      | Hứa Khải, Ngô Cẩn Ngôn, Vương Sở Nhiên, Trương Chỉ Khê, Vu Vinh Quang          |                                                                                        |
| 2025            | Nhạn Hồi Thì                                       | 雁回时                                    | Châu Như Âm                                      | Trần Đô Linh, Tân Vân Lai, Ôn Tranh Vanh                                       |                                                                                        |
| Đang sản xuất   | Morning The Imperial Palace                        | 早安故宫                                  | (khách mời)                                      | Quách Hiểu Đông, Trương Bác, Trương Nam, Lý Tiểu Nhiễm                         | Webdrama                                                                               |
| Đang kiểm duyệt | Hành lang gấp khúc                                 | 回廊亭 (Hồi Lang Đình)                    |                                                  | Đặng Gia Giai, Trương Tân Thành, Lương Ái Kì, Cung Chính Diệp, Trần Tử Hàm     | Webdrama Dựa theo Vụ án mạng ở lữ quán Kairotei của Higashino Keigo                    |
| Đang kiểm duyệt | Hạo y hành                                         | 皓衣行                                    | Vương Sơ Tình                                    | La Vân Hi, Trần Phi Vũ                                                         | Webdrama Đam mỹ                                                                        |
| Đang kiểm duyệt | Khuynh Thành Diệc Thanh Hoan                       | 倾城亦清欢                                | khách mời                                        | Chung Hán Lương, Viên Băng Nghiên                                              | Webdrama Chuyển thể từ tiểu thuyết Nữ Nhân Của Vương Ai Dám Động của Niên Hoa Nhạ Tiếu |

### Điện ảnh
| Năm  | Tựa đề         | Tựa tiếng Việt         | Vai diễn              | Ghi chú                                      |
| ---- | -------------- | ---------------------- | --------------------- | -------------------------------------------- |
| 1993 | 奇俠俏女鬧熱河 |                        | 喜妹                  |                                              |
| 1994 | 歸土           | Quy thổ                | Tú Tú                 |                                              |
| 1999 | 客到我家       | Khách đến nhà          | Tiểu Thuần            |                                              |
| 2000 | 給您道喜啦     |                        | Lam Phi Nhạn / 藍飛雁 |                                              |
| 2009 | 寻找微尘       | Cũng chỉ là hạt bụi    | Tiny Dust, True Love  | Huỳnh Hiểu Minh, Đường Quốc Cường, Huỳnh Bột |
| 2011 | 第一大總統     | Đệ nhất đại tổng thống | Hà Hương Ngưng        |                                              |
| 2015 |                | Baby, sorry            | Vương Diễm            |                                              |
| 2019 | 利刃破冰       | Dao sắc                | Trần Mộng Diệp        |                                              |

### Sách
- 完美妈妈 (2008)

### Chương trình Giải trí
- 2019 王牌对王牌 / Vương bài đối vương bài (mùa 4) : Giao lưu cùng dàn diễn viên Hoàn Châu Cách Cách (1997-2003)
- 2015 一分钟了解加油小当家 - Một chương trình ẩm thực cho thiếu nhi của Đài truyền hình Giang Tô - tham gia cùng con trai Vương Hoằng Khâm / 王泓钦 (Cầu Cầu)